# Північно-Алічурський хребет
Півні́чно-Алічу́рський хребе́т — гірський хребет в Таджикистані. Відноситься до гірської системи Паміру.
Простягається із заходу на схід між долинами річок Мургаб на півночі та Гунт на півдні. На заході з'єднується з Рушанським хребтом. Найвища точка — пік Сарезький (5981 м). В центрі та на заході вкритий льодовиками.
| Таджикистан | Це незавершена стаття з географії Таджикистану. Ви можете допомогти проєкту, виправивши або дописавши її. |